# 草莓文化館

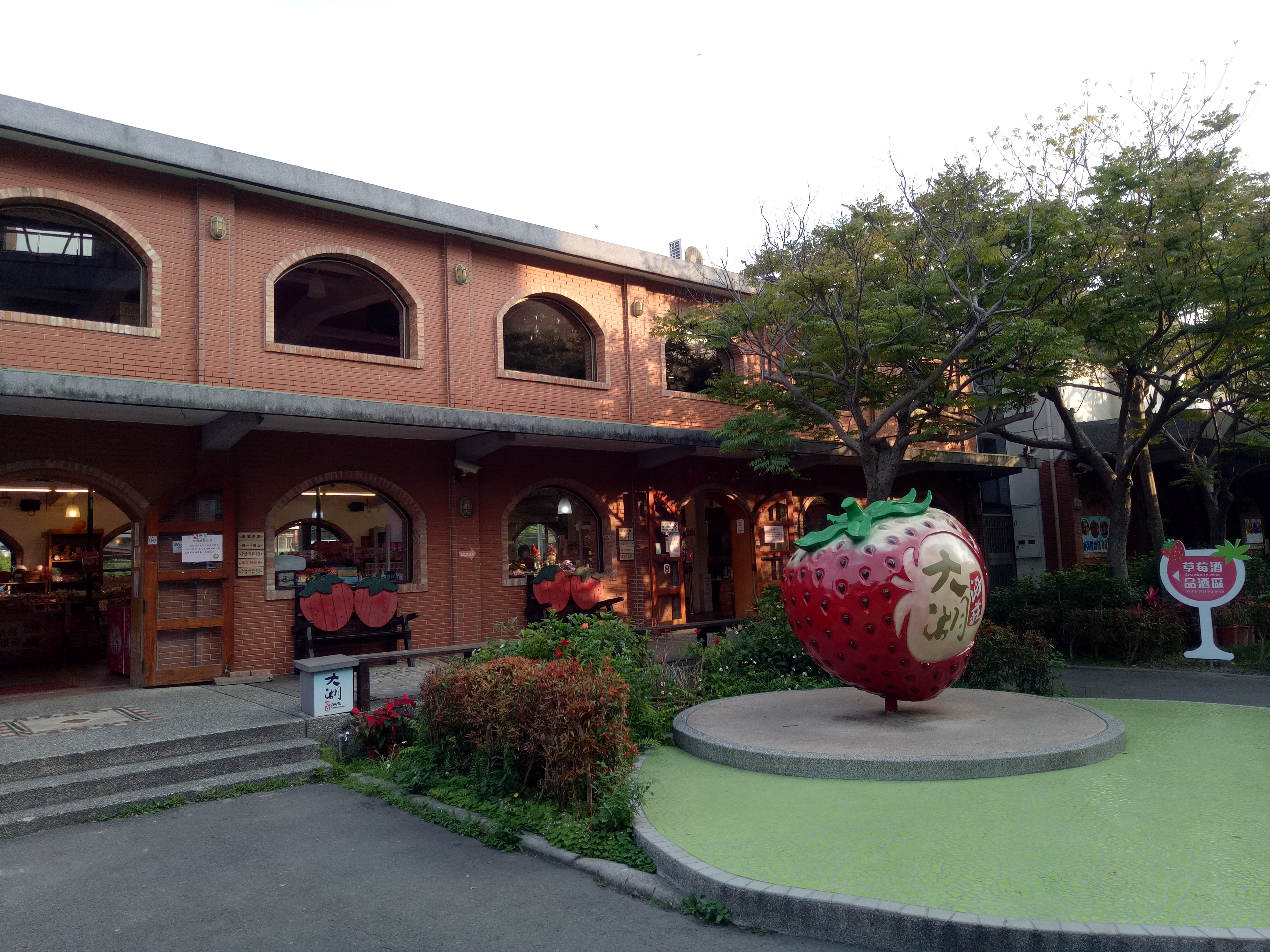
大湖草莓文化館（大湖酒莊）

草莓文化館位於苗栗縣大湖鄉保留草莓在台灣的歷史發展，讓遊客了解大湖鄉的農業生態，館內附有農特產品區、有提供旅客導覽解說服務，園區和苗栗縣大湖地區農會農村休閒酒莊同園區，也附有遊憩區等設施。

## 外部連結
- 草莓文化館 (U TRAVEL) （页面存档备份，存于）
- 大湖草莓文化館
- 草莓文化館